# سورینگ
۷°۲′۱۴″ جنوبی ۱۰۷°۳۱′۰″ شرقی / ۷٫۰۳۷۲۲°جنوبی ۱۰۷٫۵۱۶۶۷°شرقی
سورینگ (اندونزیایی: Soreang) شهری در استان جاوه غربی کشور اندونزی است. جمعیت این شهر بر اساس سرشماری سال ۱۹۹۰ میلادی، ۲۲٫۴۹۵ نفر و بر اساس سرشماری سال ۲۰۰۰ میلادی، ۱۱۳٫۲۸۶ بوده که در سال ۲۰۰۷ میلادی به ۱۶۹٫۳۳۱ نفر افزایش یافته‌است.